# Linda Cristal
Marta Victoria Moya Peggo Burges (n. 23 februarie 1934, Buenos Aires, Argentina – d. 27 iunie 2020, Beverly Hills, California, SUA), cunoscută profesional ca Linda Cristal, a fost o actriță argentiniană. Aceasta a apărut în mai multe lungmetraje western pe parcursul anilor 1950, iar mai târziu a câștigat Globul de Aur pentru rolul din filmul de comedie Permisie de plăcere din 1958.
În perioada 1967-1971, Cristal a jucat rolul Victoriei Cannon în serialul NBC The High Chaparral⁠(d). Pentru interpretarea sa, a fost răsplătită cu un Glob de Aur la categoria „cea mai bună actriță de televiziune” în 1970 și două nominalizări la Premiile Emmy.

## Biografie
Părinții săi - Antonio Moya și Rosario P. - erau spanioli, deși existau zvonuri conform cărora aceasta era fiica unui cuplu franco-italian. Cristal s-a născut în Rosario, Santa Fe, Argentina la 23 februarie 1931. Tatăl său a decis să-și mute familia în Montevideo, Uruguay din cauza unor probleme politice. A studiat la Conservatorio Franklin din Uruguay.

## Cariera
Cristal a apărut în lungmetraje atât în Argentina, cât și Mexic înainte să obțină  primul rol în limba engleză în filmul western Comanche⁠(d) din 1956. După câștigarea unui Glob de Aur la categoria „actrița anului⁠(d)” pentru interpretarea din The Perfect Furlough (1958), au urmate alte roluri în Cry Tough⁠(d) (1959), Legions of the Nile⁠(d)  (1959), The Pharaohs' Woman⁠(d) (1960) și The Alamo⁠(d) (1960). În 1961, a apărut în westernul Călăreau împreună. 
Pe lângă lungmetraje, Cristal a apărut și în producții de televiziune. A jucat alături de Eric Fleming⁠(d) și Clint Eastwood într-un episod din 1959 al serialului Rawhide⁠(d), a avut rolul unui matador⁠(d) în emisiunea The Tab Hunter Show⁠(d) și a apărut în episodul „City Beneath the Sea” din 1964 al serialului Voyage to the Bottom of the Sea⁠(d).
S-a retras din lumina reflectoarelor în 1964 pentru a-și crește cei doi copii, însă a revenit pe micul ecran pentru rolul din serialul NBC The High Chaparral⁠(d) (1967-1971). Interpretarea sa i-a adus două nominalizări la Premiile Globul de Aur și două nominalizări la Premiile Emmy, fiind răsplătită cu Globul de Aur la categoria „cea mai bună actriță de televiziune”.
După acest rol, a apărut rar în producții de film și televiziune. A avut un rol în lungmetrajul Mr. Majestyk (1974) și în miniseria de televiziune Condominium⁠(d) (1980). Ultima sa apariție a fost în rolul Victoriei „Rossé” Wilson în serialul de televiziune argentinian Rossé (1985).

## Viața personală
Căsătoria sa din 1950 a fost anulată după cinci zile. La 24 aprilie 1958, Cristal s-a căsătorit cu Robert Champion, un om de afaceri, în Pomona, California. Cei doi au divorțat la 9 decembrie 1959. În 1960, s-a căsătorit cu Yale Wexler, un fost actor care a lucrat în domeniul imobiliar. Cuplul a divorțat în decembrie 1966.
Cristal a murit în casa sa din Beverly Hills, California pe 27 iunie 2020 la vârsta de 89 de ani.

## Filmografie

### Film
| An   | Titlu                             | Rol                      | Note         |
| ---- | --------------------------------- | ------------------------ | ------------ |
| 1952 | Cuando levanta la niebla          | amiga de Silvia          | Nemenționată |
| 1953 | Fruto de tentación                | Julia                    | Nemenționată |
| 1953 | El lunar de la familia            | Rosita                   |              |
| 1953 | La bestia magnifica (Lucha libre) |                          | Nemenționată |
| 1953 | Genio y figura                    | Rosita                   |              |
| 1954 | Con el diablo en el cuerpo        | Emilia                   |              |
| 1955 | El 7 leguas                       | Blanca                   |              |
| 1955 | La venganza del diablo            |                          | Nemenționată |
| 1956 | Comanche                          | Margarita                |              |
| 1956 | Enemigos                          | Chabela                  |              |
| 1957 | El diablo desaparece              | Laura                    |              |
| 1958 | The Last of the Fast Guns         | Maria O'Reilly           |              |
| 1958 | The Fiend Who Walked the West     | Ellen Hardy              |              |
| 1958 | The Perfect Furlough              | Sandra Roca              |              |
| 1959 | Siete pecados                     | Irene                    |              |
| 1959 | Cry Tough                         | Sarita                   |              |
| 1959 | Legions of the Nile               | Cleopatra alias Berenice |              |
| 1960 | The Alamo                         | Flaca                    |              |
| 1960 | The Pharaohs' Woman               | Akis                     |              |
| 1961 | Two Rode Together                 | Elena de la Madriaga     |              |
| 1963 | Slave Girls of Sheba              | Olivia                   |              |
| 1968 | Panic in the City                 | Dr. Paula Stevens        |              |
| 1974 | Mr. Majestyk                      | Nancy Chavez             |              |
| 1977 | Love and the Midnight Auto Supply | Annie                    |              |

### Televiziune
| An        | Titlu                           | Rol                     | Note                                    |
| --------- | ------------------------------- | ----------------------- | --------------------------------------- |
| 1959      | Rawhide                         | Louise                  | Episodul: "Incident of a Burst of Evil" |
| 1961      | The Tab Hunter Show             | Gitana                  | Episodul: "Holiday in Spain"            |
| 1964      | Voyage to the Bottom of the Sea | Melina Gounaris         | Episodul: "City Beneath the Sea"        |
| 1967–1971 | The High Chaparral              | Victoria Cannon         | 96 de episoade                          |
| 1971      | Cade's County                   | Celsa Dobbs             | Episodul: "A Gun for Billy"             |
| 1974      | Police Story                    | Estrella                | Episodul: "Across The Line"             |
| 1974      | El chofer                       | Julia                   | Telenovelă                              |
| 1975      | The Dead Don't Die              | Vera LaValle            | Film de televiziune                     |
| 1979      | ’’Barnaby Jones’’               | Patricia Simmons        | Episodul: "Homecoming for a Dead Man"   |
| 1980      | Condominium                     | Carlotta Churchbridge   | 2 episoade                              |
| 1981      | The Love Boat                   | Evita Monteverde        | Episodul: "The Duel"                    |
| 1985      | Rossé                           | Victoria "Rossé" Wilson | ultimul rol                             |